# Distretto di Tizi
Il distretto di Tizi è un distretto della Provincia di Mascara, in Algeria.

## Comuni
Il distretto di Tizi comprende 3 comuni:
- Tizi
- Froha
- El Keurt